# Joseph John Thomson
Sir Joseph John Thomson (Cheetham Hill, Manchester, 18. prosinca 1856. – Cambridge, 30. kolovoza 1940.), britanski fizičar. Najpoznatiji je po tome što je prvi otkrio elektron.
Istaknuo se otkrićima iz područja elektrovodljivosti plinova. Mjereći odnos mase i električnog naboja čestica otkrio je da čestice u katodnim zrakama imaju i tisuću puta manju masu od bilo kojeg poznatog atoma. Razradio je i teoriju gibanja nabijenih čestica u električnom i magnetskom polju i primijenio je za separiranje različitih vrsta čestica iz smjese plinova kod kanalnih zraka. Prvi je dokazao postojanje izotopa i najzaslužniji je za otkriće masene spektrometrije.
Dobitnik Nobelove nagrade za fiziku 1906. godine za teoretska i eksperimentalna otkrićima o prolaženju elektriciteta kroz razrijeđene plinove. Bio je predsjednik "Kraljevske akademije znanosti" u Londonu od 1915. do 1920. Zanimljivo je pridodati da mu je jedini sin George također dobitnik Nobelove nagrade za fiziku 1937. godine za eksperimentalno otkriće difrakcije elektrona u kristalima.

## Životopis
Thomsonov otac je vodio malu knjižaru, koju je davno još osnovao njegov pradjed iz Škotske. Imao je i mlađeg brata. Školovao se u maloj privatnoj školi, gdje se pokazala njegova velika nadarenost za znanost. Roditelji su mu planirali da završi za strojarskog inženjera i da radi u obližnjoj tvornici lokomotiva, ali je plan propao jer mu je djed umro 1873. Onda se nastavio školovati u Cambridgeu, gdje je završio studij fizike.
1884. se zaposlio kao profesor fizike. Jedan od njegovih studenata je bio i Ernest Rutherford. 1890. se oženio s Rose Elisabeth Paget, a imali su jednog sina i jednu kćer. Smatra se da je J. J. Thomson jedan od najvećih profesora u povijesti, jer sedam njegovih učenika je dobilo Nobelovu nagradu za fiziku. Čak je i njegov sin dobio Nobelovu nagradu 1937., zbog otkrića valnih svojstva elektrona. 

### Znanstveni rad

#### Otkriće elektrona
Istraživanja katodnih i kanalnih zraka su rezultirala 1897. otkrićem elektrona, što dugujemo J. J. Thomsonu (1856. – 1940.). Ono je bio prvi pokazatelj unutarnje strukture atoma na kojoj se temeljio Thomsonov model atoma aktualan na prijelazu stoljeća. On nije uspio izmjeriti masu elektrona, ali je uspio izmjeriti omjer električnog naboja i mase elektrona. Pokazalo se da je elektron 1700 puta lakši od protona.
U prvom pokusu je želio nepobitno dokazati da su katodne zrake negativno nabijene. Malo je modificirao pokus kojeg je dvije godine prije izveo Jean Perrin. Perrinovom pokusu se moglo zamjeriti da nije doveo u izravnu vezu katodne zrake i negativan naboj. Putanja katodnih zraka se u tom prostoru mogla pratiti zbog sjaja (fosforescencija) stakla na mjestu gdje su udarale. Dotadašnjim pokusima mislilo se da električno polje ne djeluje na zrake i ne skreće njihovu putanju. J. J. Thomson je pokazao da je uzrok tome ionizacija plina uzrokovana katodnim zrakama, te pretpostavio da će, pri dovoljno niskom tlaku doći do otklona zrake. Pretpostavka se pokazala točnom; pri vrlo niskom tlaku i sasvim mala razlika potencijala između ploča (2 V) uzrokovala je otklon zrake u smjeru koji je dokazivao negativnu nabijenost čestica.
Glavni razlog zašto se J. J. Thomson smatra otkrivačem elektrona, pored određivanja spomenutog omjera,  je taj što je on imao hrabrosti i pronicljivosti ustvrditi da je ono što sačinjava katodne zrake, a to su elektroni, sastavni dio atoma, da atom nije neproničan i nedjeljiv kakvim ga je Demokrit zamišljao, a John Dalton, služeći se Ockhamovom britvom, postulirao, nego da i on ima sastavne dijelove. Smjela hipoteza koja se pokazala točnom.

#### Thomsonov model atoma
Početkom 20. stoljeća znanstvenici su spoznali da iz atoma potiču elektroni, alfa-čestice, pa i svjetlost ili fotoni, pa se došlo do uvjerenja da atomi imaju složenu građu. Otuda je došla misao da je potrebno da se izgled građe atoma prikaže slikovito ili da se postavi model atoma. 
Prvi pokušaj je 1903. učinio J. J. Thomson i taj se prvi model atoma naziva Thomsonov model atoma ili model pudinga sa šljivama. Prema Thomsonovom viđenju o građi atoma, atom je električno nabijena kuglica, polumjera oko 10-10 metara, s ravnomjerno raspoređenim električnim nabojem, u kojoj se nalaze negativno nabijeni elektroni, koji imaju neutralan učinak na prostorni pozitivni naboj te kuglice. Pretpostavljalo se da u tom modelu atoma, elektroni titraju oko svojih ravnotežnih položaja, a prema klasičnoj elektrodinamici, elektroni koji se kreću ubrzano, zrače elektromagnetske valove. Thomsonov model atoma je predstavljao atom kao harmonični oscilator.

#### Izotopi i masena spektrometrija
1912. kada su J. J. Thomson i njegov pomoćnik Francis William Aston istraživali kanalne zrake, usmjerili su struju ioniziranog neona s magnetskim i električnim poljem, te su izmjerili skretanje i napravili fotografiju njihovih puteva. Vidjeli su dvije različite linije skretanja, te su zaključili da se radi o atomima neona različitih masa (neon-20 i neon-22). To je bio prvi dokaz postojanja izotopa. Nešto prije tog pokusa, Frederick Soddy je teoretski predložio postojanje izotopa.
Primjer razdvajanja izotopa zbog njihovih različitih masa, bio je prvi primjer masene spektrometrije, koju je kasnije usavršio F. W. Aston.

#### Ostali radovi
1905. J. J. Thomson je otkrio prirodnu radioaktivnost kalija. 1906. je dokazao da vodik ima samo jedan elektron po atomu.